# Guilt Machine
Guilt Machine – projekt muzyczny holenderskiego multiinstrumentalisty Arjena Lucassena, założyciela takich projektów jak m.in. Star One, Ayreon czy Ambeon. Debiutancki album On This Perfect Day został wydany pod koniec sierpnia 2009 roku.

## Historia
W lutym 2009 roku Arjen Lucassen zapowiedział, iż rozpoczął pracę nad nowym projektem muzycznym który nazwał Guilt Machine. W projekcie wzięli udział Arjen jako wokalista i instrumentalista, Jasper Steverlinck (Arid) jako główny wokalista, Chris Maitland (ex-Porcupine Tree) na perkusji oraz Lori Linstruth (ex-Stream of Passion) na gitarze prowadzącej.
9 marca Arjen oświadczył, że oczekuje udziału fanów w swoim projekcie. Na stronie internetowej umieścił on ogłoszenie w którym poprosił, aby każdy, kto chce powiedzieć jakąś myśl lub coś ciekawego w swoim ojczystym języku, nagrał się i wysłał na podany mail wraz z angielskim tłumaczeniem wypowiedzianego tekstu. Termin kończył się 15 marca.
Arjen podpisał kontrakt z wytwórnią Mascot Records. Na apel fanów odpowiedziało ponad 200 osób, jednak tylko 19 sentencji znalazło się na albumie. Kilka z nich można było usłyszeć przed wydaniem albumu na stronie MySpace projektu, gdzie w utworze Twisted Coil (udostępnionym fanom) znalazł się m.in. polski głos. Arjen zapowiedział, że na albumie znajdzie się 8-minutowy utwór instrumentalny wypełniony tyloma wypowiedziami fanów ile uda mu się zmieścić.

## Skład zespołu
- Arjen Anthony Lucassen - wokal wspierający, różne instrumenty
- Jasper Steverlinck (Arid) - główny wokal
- Chris Maitland (ex-Porcupine Tree) - perkusja
- Lori Linstruth (ex-Stream of Passion) - gitara prowadząca

## Dyskografia
- On This Perfect Day - 2009